# Semiothisa flavofasciata
Semiothisa flavofasciata là một loài bướm đêm trong họ Geometridae.